# Anarrup nesiotes
Anarrup nesiotes är en mångfotingart som beskrevs av Chamberlin 1920. Anarrup nesiotes ingår i släktet Anarrup och familjen storhuvudjordkrypare. Inga underarter finns listade i Catalogue of Life.